# 侯维翰

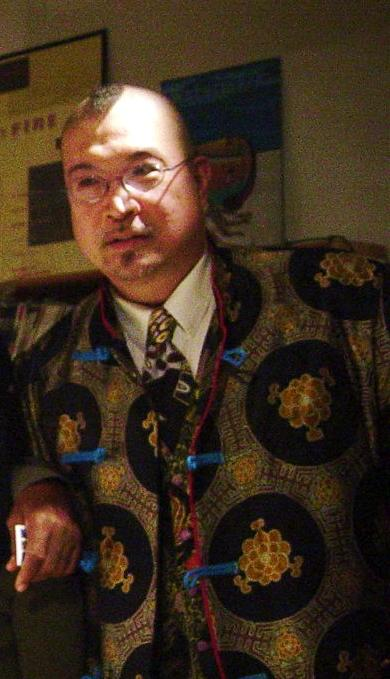
2005年的侯维翰

侯维翰（英語：Fred Ho，1957年8月10日—2014年4月12日），出生于加州，美國爵士萨克斯演唱家、作曲家、编曲家、作家和社会活动家。他活跃于非裔美国人和亚裔美国人音乐运动。
2014年，他因为结肠直肠癌死于家中，享年56岁。